# Louis B. Slichter

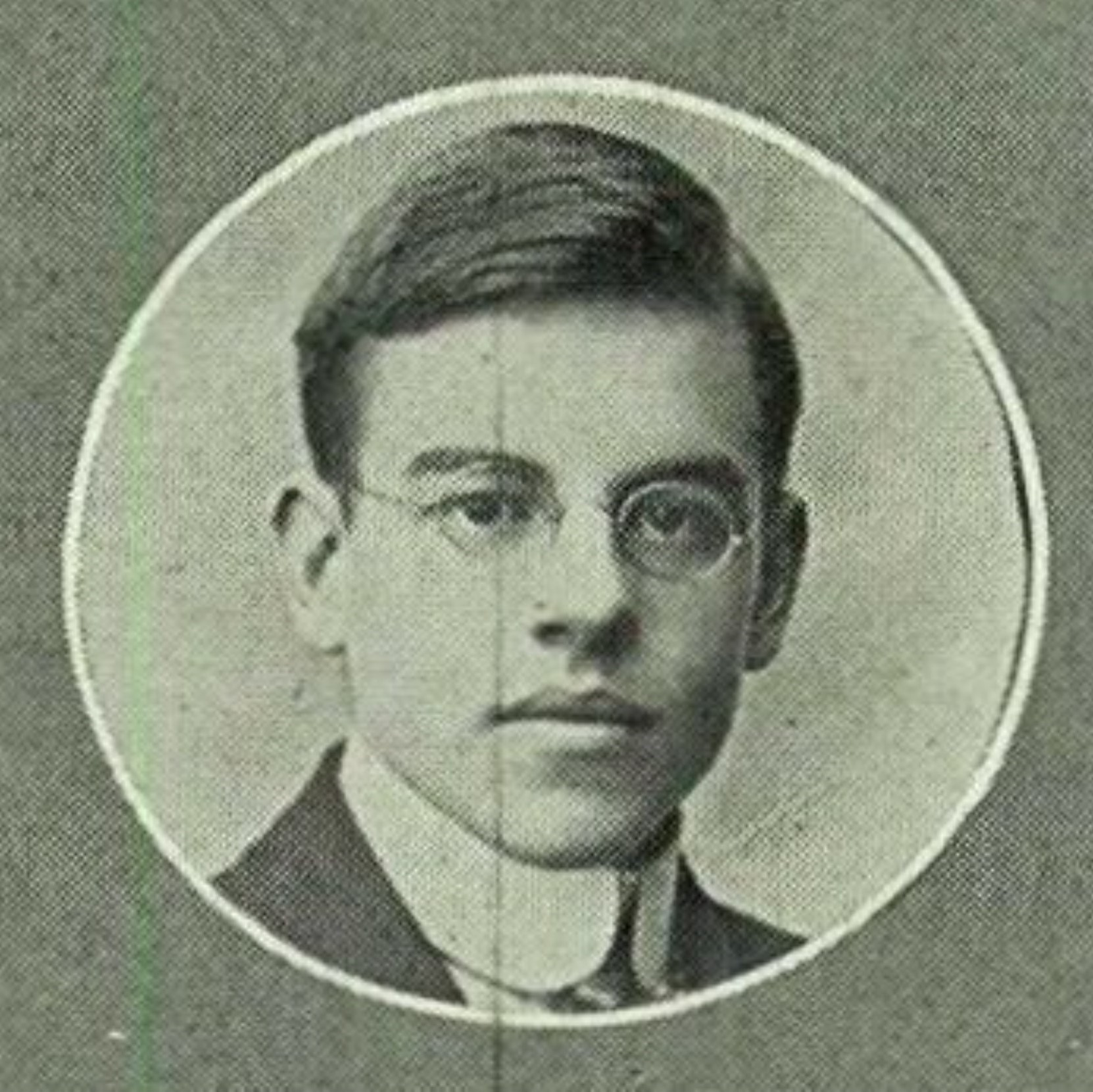

Louis Byrne Slichter (*  19. Mai 1896 in Madison, Wisconsin; † 25. März 1978 in Los Angeles, Kalifornien) war ein US-amerikanischer Geophysiker und Hochschullehrer an der University of California, Los Angeles (UCLA).

## Leben
Slichter war einer der Söhne von Charles Sumner Slichter (Mathematik-Professor an der University of Wisconsin–Madison und Physiker) und studierte Physik an der University of Wisconsin–Madison mit dem Bachelor-Abschluss 1917, dem Master-Abschluss 1920 und der Promotion 1922. Im Ersten Weltkrieg entwickelte er Sonar zur U-Boot-Abwehr. Auch seine Dissertation befasste sich mit Akustik: er entwickelte ein Gerät, um die Form einer akustischen Welle darzustellen (eine mit einem Spiegel gekoppelte konische Aluminium-Membran mit photographischer Aufnahme der Auslenkung), wozu auch die Lösung der komplizierten Differentialgleichung der Membran gehörte. 1922 bei 1924 arbeitete er an Echoloten bei der Submarine Signal Corporation in Boston. Danach gründete er ein Ingenieurbüro mit seinem ehemaligen Lehrer Max Mason, die insbesondere geophysikalische Methoden (besonders Geomagnetik, Geoelektrik) zur Erz-Exploration entwickelten für Bergbaufirmen wie United Verde Copper. Er selbst prospektierte unter anderem in Kanada und Peru. 1925 gelang ihm mit Echolot-Verfahren die Lokalisierung eines gefährlichen Lecks im Dix Dam in Kentucky, damals der weltweit höchste Erddamm an einem Stausee. Mit Beginn der Großen Depression musste die Firma aufgeben, da die Bergbaufirmen die Exploration zurückfuhren, und er wandte sich 1930 wieder akademische Forschung am Caltech zu.  Ab 1931 war er Associate Professor und ab 1932 war er Professor für Geophysik am Massachusetts Institute of Technology und baute dort auf Einladung von Waldemar Lindgren die Geophysik auf. Im Zweiten Weltkrieg war er wieder in Forschung zur U-Boot-Abwehr involviert. 1945 bis 1947 war er Professor an der University of Wisconsin–Madison und ab 1947 Direktor des neu gegründeten Instituts für Geophysik der UCLA. 1963 wurde er emeritiert. Er blieb aber wissenschaftlich aktiv und trieb den Aufbau von Messstationen für sein Studium der Eigenschwingungen der Erde und Erdgezeiten am Südpol voran, wobei die Wahl der Antarktis aus verschiedenen geophysikalischen Gründen von Vorteil war.
Slichter war der Onkel des Physikers Charles P. Slichter. Er war Hobby-Segler.

## Werk
Slichter befasste sich unter anderem mit Erdgezeiten, freier Oszillation des Erdkörpers, Wärmefluss aus dem Erdinnern und Abkühlung der Erde, inversen Problemen der Geophysik (insbesondere zur Berechnung von Eigenschaften des Erdinnern aus gemessenen Werten an der Oberfläche), Seismologie der Erdkruste und Explorations-Geophysik. Auf vielen dieser Gebiete war er ein Pionier. Er war sowohl als angewandter Mathematiker als auch in der Entwicklung von Messinstrumenten aktiv. Einige seiner Messverfahren ließ er patentieren und verkaufte sie an Schlumberger.
1934 unternahm er ein großes Experiment, um ein Profil der elektrischen Leitfähigkeit der Erde bis in 8 km Tiefe zu erstellen. Dazu wurden in der Nacht rund 30 Meilen elektrische Leitungen aus dem Versorgungsnetz für das Experiment umfunktioniert um Strom-Stöße von 10 bis 25 Ampere einmal pro Sekunde in den Boden einzuleiten und die Kabel einer Telefongesellschaft als Detektoren benutzt. 1936 entwickelte er tragbare Seismographen, mit denen er in Neuengland und Wisconsin die ersten Experimente zur seismischen Erkundung der Erdkruste in ihrer gesamten Tiefe und des oberen Mantels mit Hilfe künstlicher Explosionen durchführte. Damit konnte er die lokale Dicke der Erdkruste messen und fand 1939 unter dem Connecticut River eine Dicke von 23 km und unter der oberen Michigan-Halbinsel von 42 km. Seine theoretischen Studien zum Wärmefluss im Erdinnern von 1941 zeigten, dass zur Erklärung der Abkühlungsgeschichte der Erde eine Konvektion des Mantelmaterials angenommen werden musste. Ab 1950 befasste er sich mit der Messung der Erdgezeiten mit Gravitometern. Mit diesen konnten an der UCLA auch beim großen Erdbeben von Chile 1960 die Eigenschwingungen der Erde gemessen werden.

## Mitgliedschaften und Ehrungen
1969 erhielt er einen Ehrendoktor der UCLA und 1967 der University of Wisconsin. 1944 wurde er Fellow der National Academy of Sciences. 1957 wurde er in die American Academy of Arts and Sciences gewählt. 1966 erhielt er die William Bowie Medal, 1946 das Presidential Certificate of Merit und 1960 den Jackling Award des American Institute of Mining and Metallurgical Engineers. 1959 wurde er Ehrenmitglied der Society of Exploration Geophysicists. 1946 war er Fellow der Rockefeller-Stiftung. Das Slichter Foreland, eine Halbinsel an der Walgreen-Küste des Marie-Byrd-Lands in Antarktika, trägt seinen Namen.

## Schriften
- The theory of the interpretation of seismic travel time curves in horizontal structures. In: Physics. Band 3, 1932, S. 273–295
- The interpretation of the resistivity prospecting method for horizontal structures. In: Physics. Band 4, 1933, S. 307–322
- An inverse boundary value problem in electrodynamics. In: Physics. Band 4, 1933, S. 411–418
- mit J. T. Pettit, L. LaCoste: Earth Tides. In: Trans. American Geophysical Union. Band 34, 1953, S. 174–184
- Geophysics applied to prospecting for ores. In: Economic Geology. 1955, S. 885–969
- mit N. F. Ness, J. C. Harrison: Observation of the free oscillations of the earth. In: J. Geophys. Res. Band 66, 1961, S. 621–629
- The fundamental free mode of the earth’s inner core. In: Proceedings of the National Academy of Sciences. Band 47, 1961, S. 186–190